# San Antonio del Tequendama
San Antonio del Tequendama, fino al 1975 San Antonio de Tena, è un comune della Colombia facente parte del dipartimento di Cundinamarca.
Il centro abitato venne fondato da Críspulo Corredor nel 1857.